# EQA U23
EQA U23（イーキューエー・ユーにじゅうさん）は、2014年まで活動していた日本のロードレース (自転車競技)チーム。

## 概要
2012年まではチームブリヂストン・アンカーの下部チーム『ブリヂストン・アンカー・エスポワール』として活動。2013年からはシクリズムジャポンが運営し、エカーズの選抜チーム『EQA U23』として活動した。チームの目的はU23カテゴリーでの世界TOP10選手の輩出とされた。
メンバーはブリヂストン・アンカー・エスポワールでの活動時のメンバーに加え、エカーズのメンバーが加わることになった。活動拠点は主に日本とフランスとし、日本ではJBCFのトップカテゴリ「Jプロツアー」に参戦。フランスではアマチュアカテゴリのレースに参加した。チームからは日本ナショナルチームで海外レースに参戦する選手も輩出した。
2015年からエカーズとEQA U23をエカーズとして一本化することになり、EQA U23はエカーズに吸収された。

## 2013年陣容
ゼネラルマネージャーは浅田顕。
| 選手名   | 国籍 | 生年月日       | 前年の所属チーム                     |
| -------- | ---- | -------------- | ------------------------------------ |
| 秋丸湧哉 | 日本 | 1991年6月1日   | ブリヂストン・アンカー・エスポワール |
| 代凌介   | 日本 | 1993年11月1日  | エカーズ                             |
| 一丸尚伍 | 日本 | 1992年1月4日   | エカーズ                             |
| 木下智裕 | 日本 | 1991年4月19日  | エカーズ                             |
| 面手利輝 | 日本 | 1993年3月18日  | エカーズ                             |
| 清水太己 | 日本 | 1993年3月12日  | ブリヂストン・アンカー・エスポワール |
| 寺崎武郎 | 日本 | 1991年11月18日 | ブリヂストン・アンカー・エスポワール |
| 椿大志   | 日本 | 1991年5月18日  | ブリヂストン・アンカー・エスポワール |
| 内野直也 | 日本 | 1994年5月1日   | 湘南ベルマーレ                       |